# Retablo (película)
Retablo es una película dramática peruana, debut del director Álvaro Delgado-Aparicio y estrenada en 2017 en el Festival de Cine de Lima. Se estrenó en salas comerciales en mayo de 2019.
La película fue seleccionada para representar a Perú en la categoría de «mejor película internacional» de la 92.ª edición de los Premios Óscar y al premio Goya por mejor película iberoamericana.

## Argumento
La película se centra en Segundo (interpretado por Júnior Béjar), un joven ayacuchano, a quien Noé (Amiel Cayo Coaquira), su padre, enseña el oficio familiar de construir retablos. Durante un viaje para vender sus productos se descubre un secreto que hará añicos la vida de la familia. El reparto también incluye Magaly Solier como Anatolia, madre de Segundo y esposa de Noé.

## Producción
La producción de la película se inició en 2013. Es una coproducción de Alemania y Noruega. En un inicio el guion de la película se tituló El retablo de los sueños. Fue financiada con el Premio Sørfond obtenido en Noruega en 2016 (unos 50 000 €) y micromecenazgo en el portal Indiegogo, donde se consiguieron US$ 55 000. La película está escrita y actuada enteramente en quechua ayacuchano.
Aunque el director Delgado no sabía quechua, los actores – entre ellos, Amiel Cayo Coaquira, Júnior Béjar Roca y Magaly Solier – lo hablaban. Magaly Solier convenció a Álvaro Delgado que la película fuera rodada en quechua. Un intérprete informal, Wilker Hinostroza, y un traductor e intérprete oficial, Braulio Quispe, ayudaron a traducir los diálogos y, entre otras cosas, cambios hechos por los propios actores.

## Premios
La película se estrenó en el Festival de Cine de Lima de 2017, donde ganó el premio a la Mejor Película Peruana. Tuvo su estreno internacional en el Festival Internacional de Cine de Berlín 2018, donde ganó un Teddy Award como la mejor película debut del festival con temática LGBTQ.
| Año  | Lugar                                                         | País                | Categoría                                                    | Receptor                               | Resultado   | Notas         |
| ---- | ------------------------------------------------------------- | ------------------- | ------------------------------------------------------------ | -------------------------------------- | ----------- | ------------- |
| 2017 | Festival de Cine de Lima                                      | Perú                | Premio del Ministerio de Cultura a la Mejor película peruana | Retablo                                | Ganadora    | [ 20 ] [ 21 ] |
| 2017 | Festival Internacional de Cine de Melbourne                   | Australia           | Premio del Público                                           | Álvaro Delgado-Aparicio                | Nominado    |               |
| 2018 | Festival Internacional de Cine de Berlín                      | Alemania            | Mención Especial del Jurado Joven                            | Retablo                                | Ganadora    | [ 22 ]        |
| 2018 | Festival Internacional de Cine de Berlín                      | Alemania            | Teddy Award (L'Oreal)                                        | Retablo                                | Ganadora    | [ 23 ]        |
| 2018 | Festival de Cine Frameline                                    | Estados Unidos      | Premio del Jurado - Mejor película                           | Retablo                                | Ganadora    |               |
| 2018 | Festival de Cine Frameline                                    | Estados Unidos      | Premio excepcional de primer largometraje                    | Retablo                                | Ganadora    |               |
| 2018 | Festival de Cine Frameline                                    | Estados Unidos      | Premio del Público                                           | Retablo                                | Nominada    |               |
| 2018 | Molodist - Festival Internacional de Cine de Kiev             | Ucrania             | Premio del Jurado Ecuménico                                  | Retablo                                | Ganadora    |               |
| 2018 | Molodist - Festival Internacional de Cine de Kiev             | Ucrania             | Premio del Público                                           | Retablo                                | Nominada    |               |
| 2018 | Molodist - Festival Internacional de Cine de Kiev             | Ucrania             | Mejor largometraje internacional                             | Retablo                                | Nominada    |               |
| 2018 | Molodist - Festival Internacional de Cine de Kiev             | Ucrania             | Gran Premio                                                  | Retablo                                | Nominada    |               |
| 2018 | Molodist - Festival Internacional de Cine de Kiev             | Ucrania             | Ciervo escita                                                | Retablo                                | Nominada    |               |
| 2018 | Festival Internacional de Cine Independiente Off Camera       | Polonia             | Premio Making Way                                            | Álvaro Delgado-Aparicio                | Nominado    |               |
| 2018 | Festival Internacional de Cine de San Sebastián               | España              | Sebastiane Latino                                            | Retablo                                | Nominada    | [ 24 ]        |
| 2018 | Festival Internacional de Cine de Seattle                     | Estados Unidos      | Concurso de nuevos directores                                | Álvaro Delgado-Aparicio                | Nominado    |               |
| 2018 | Toronto LGBT Film Festival                                    | Canadá              | Premio Bill Sherwood                                         | Álvaro Delgado-Aparicio                | Ganador     |               |
| 2018 | Toronto LGBT Film Festival                                    | Canadá              | Premio del Público                                           | Retablo                                | Nominada    |               |
| 2018 | Festival Internacional de Chicago                             | Estados Unidos      | Mejor película LGBTQ                                         | Retablo                                | Nominada    | [ 1 ]         |
| 2018 | Festival Internacional de Macedonia                           | Macedonia del Norte | Mejor Película                                               | Retablo                                | Nominada    | [ 1 ]         |
| 2019 | CINHOMO                                                       | España              | Premio del jurado al Mejor Largometraje de Ficción           | Retablo                                | Ganadora    | [ 25 ] [ 26 ] |
| 2019 | Premios Óscar                                                 | Estados Unidos      | Mejor película internacional                                 | Retablo                                | Prenominada | [ 27 ]        |
| 2020 | Premios Goya                                                  | España              | Mejor película iberoamericana                                | Retablo                                | Prenominada | [ 28 ]        |
| 2020 | Premios Bafta                                                 | Reino Unido         | Mejor Opera Prima                                            | Álvaro Delgado-Aparicio                | Nominada    | [ 29 ]        |
| 2020 | Independent Spirit Awards                                     | Estados Unidos      | Mejor Película Internacional                                 | Retablo                                | Nominada    | [ 30 ]        |
| 2020 | Premios APRECI (Asociación Peruana de Prensa Cinematográfica) | Perú                | Mejor película                                               | Retablo                                | Ganadora    | [ 31 ]        |
| 2020 | Premios APRECI (Asociación Peruana de Prensa Cinematográfica) | Perú                | Mejor guion                                                  | Álvaro Delgado Aparicio, Héctor Gálvez | Ganadora    | [ 31 ]        |
| 2020 | Premios APRECI (Asociación Peruana de Prensa Cinematográfica) | Perú                | Mejor actor                                                  | Junior Béjar                           | Nominado    | [ 31 ]        |
| 2020 | Premios APRECI (Asociación Peruana de Prensa Cinematográfica) | Perú                | Mejor actor de reparto                                       | Amiel Cayo                             | Nominado    | [ 31 ]        |
| 2020 | Premios APRECI (Asociación Peruana de Prensa Cinematográfica) | Perú                | Mejor actriz de reparto                                      | Magaly Solier                          | Ganadora    | [ 31 ]        |